# 項橐
項橐（？—？），或作項仛、項託，春秋時代莒國袁家莊人，傳說孔子曾向他學習而聞名，其他的平生經歷不詳。《孔子項託相問書》表示他有一兄一弟。後世因孔子求教這一傳說而將其譽為神童。

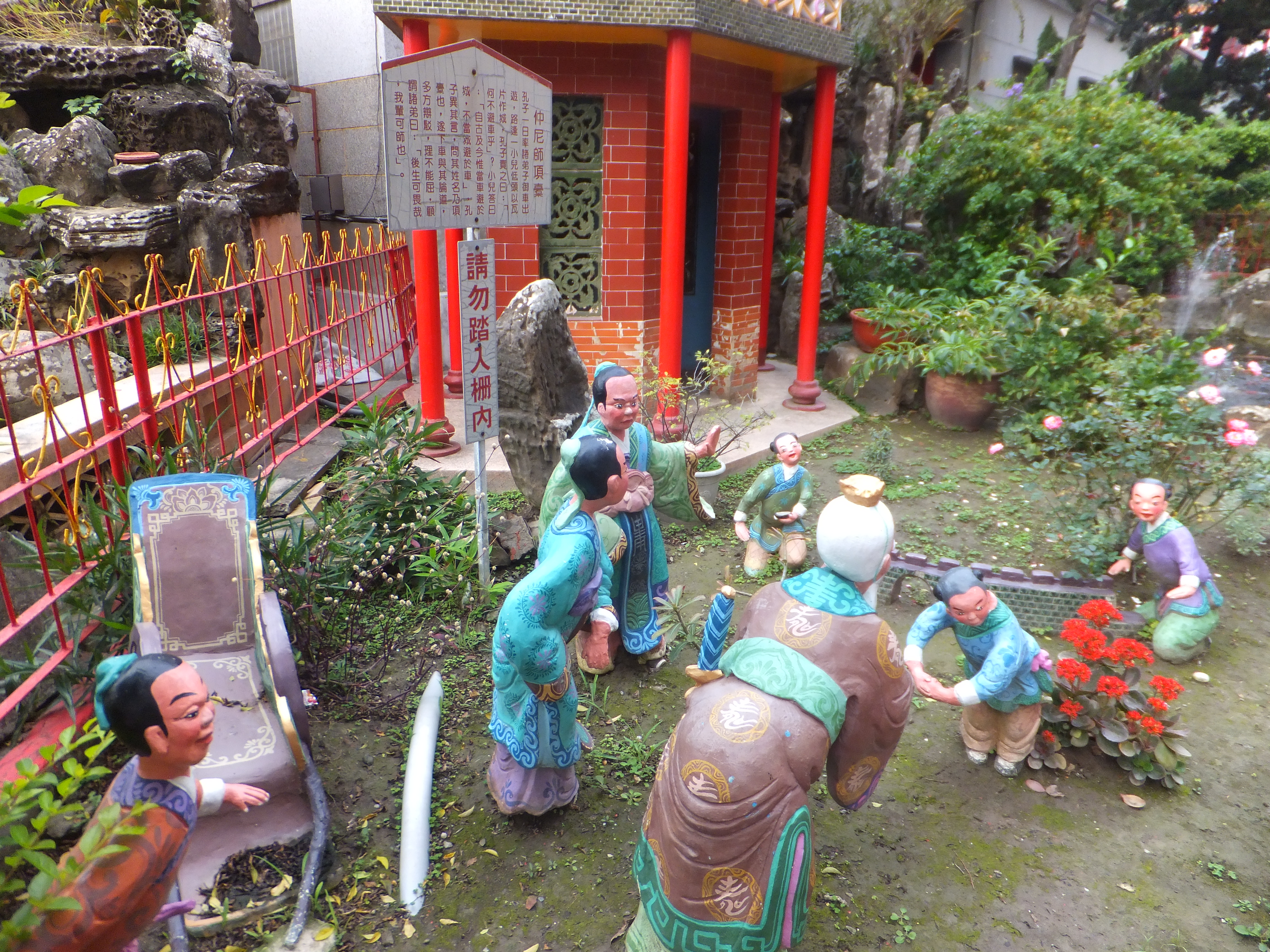
麻豆代天府題為「仲尼師項橐」的水泥像，《三字经》有「昔仲尼，師項橐。」此句。

## 傳說
傳說孔子曾經向七歲的項橐學習，記載在《戰國策》、《淮南子》、《史記》、《新序》、《論衡》等書，但寥寥幾語，對該人生平與請教的內容並無紀錄。錢穆在《先秦諸子繫年》表示漢代儒生認為《論語》的「達巷黨人」就是項橐。

項橐被後世創作譽為神童，在漢代魯南的畫像也有孔子與项橐的画像。在與孔子與项橐相關的東漢碑銘、壁畫和石刻畫像上出現了「後橐」、「大後橐」和「太（大）後詫（託）」，在傳世文獻中則有「大項橐」、「大項託」、「項託」和「項橐」。這些不同寫法和說法可以說幾乎同時存在，都是項橐的異名。
敦煌發現的唐朝抄本《孔子項託相問書》，金文京認為是當時嘲笑儒教的諷刺創作，他表示此文留下17種抄本，另有藏語翻譯3種抄本，為敦煌所發現通俗文學中抄本數量最多的作品。前部分為押韻賦體，是孔子與項橐之問答。敘述出遊的孔子在路上看見玩泥巴作城牆的項橐，二人展開一場相互論難辯說，內容包括：何以不戲、何不避車、年少知事、何山無石、共游天下、平卻天下、屋上生松、夫婦與父母誰親、鵝鴨何以能浮...等一系列問題，涉及天文地理、自然現象、社會家庭、倫理道德、神話傳說等等。項橐對答如流、善審異同，一一難倒孔子，使孔子長歎：「方知後生實可畏也！」
《孔子項託相問書》後部分為為五十六句的七言韻文，除「草」字出韻，其他均押平聲陽韻，韻字不避重複，內容情節與前半部不甚協調。描寫被問倒的孔子心有不甘，到「百尺之樹」尋項橐，掘起樹根發現一地下石堂，聽到內有兩人讀書聲。孔子闖入拿刀亂砍，兩人居然化為石人。孔子再砍，石人流血，項橐終於被砍死。然後神童的血被傾倒在糞堆中，一兩天後糞堆裡竹子生根，三四天後竹子長成百尺，且每一竹節生出兵馬還帶弓刀寶劍。孔子見到後很害怕，就把項橐祭在州縣廟堂。
在吐魯番出土的抄本中也有此傳說，擬名為〈孔子與子羽對語雜抄〉。明朝《新鐫翰林考正歷朝故事統宗》的〈小兒論〉文字內容與《孔子項託相問書》大同小異。日本平安時代的《今昔物語》中也有〈臣下孔子道行值一童子問申語第九〉，內容亦為孔子與小兒論難的故事，其中有兩段與敦煌本同。越南古籍中至少保存三篇孔子項橐問答的故事，其敘述次序接近敦煌藏文和明代的〈小兒論〉。在台灣過去則有閩南語七字唱本《孔子小兒答歌》、《孔子項橐論歌》。可知此傳說故事遍及中原和西域，還遠播至日本、越南等地。

## 文獻記載
- 《戰國策·卷七·秦策五·文信侯欲攻趙以廣河間》：甘羅曰：「夫項櫜生七歲而為孔子師，今臣生十二歲於茲矣！君其試臣，奚以遽言叱也？」
- 《淮南子·脩務訓》：「夫項讬七歲為孔子師，孔子有以聽其言也。」
- 《顏氏家訓·歸心第十六》：「項橐、顏回之短折。」
- 《祭錢巡官文》：「童烏項橐，夭枉其年。」